# サン・ジェルマン・ポインター

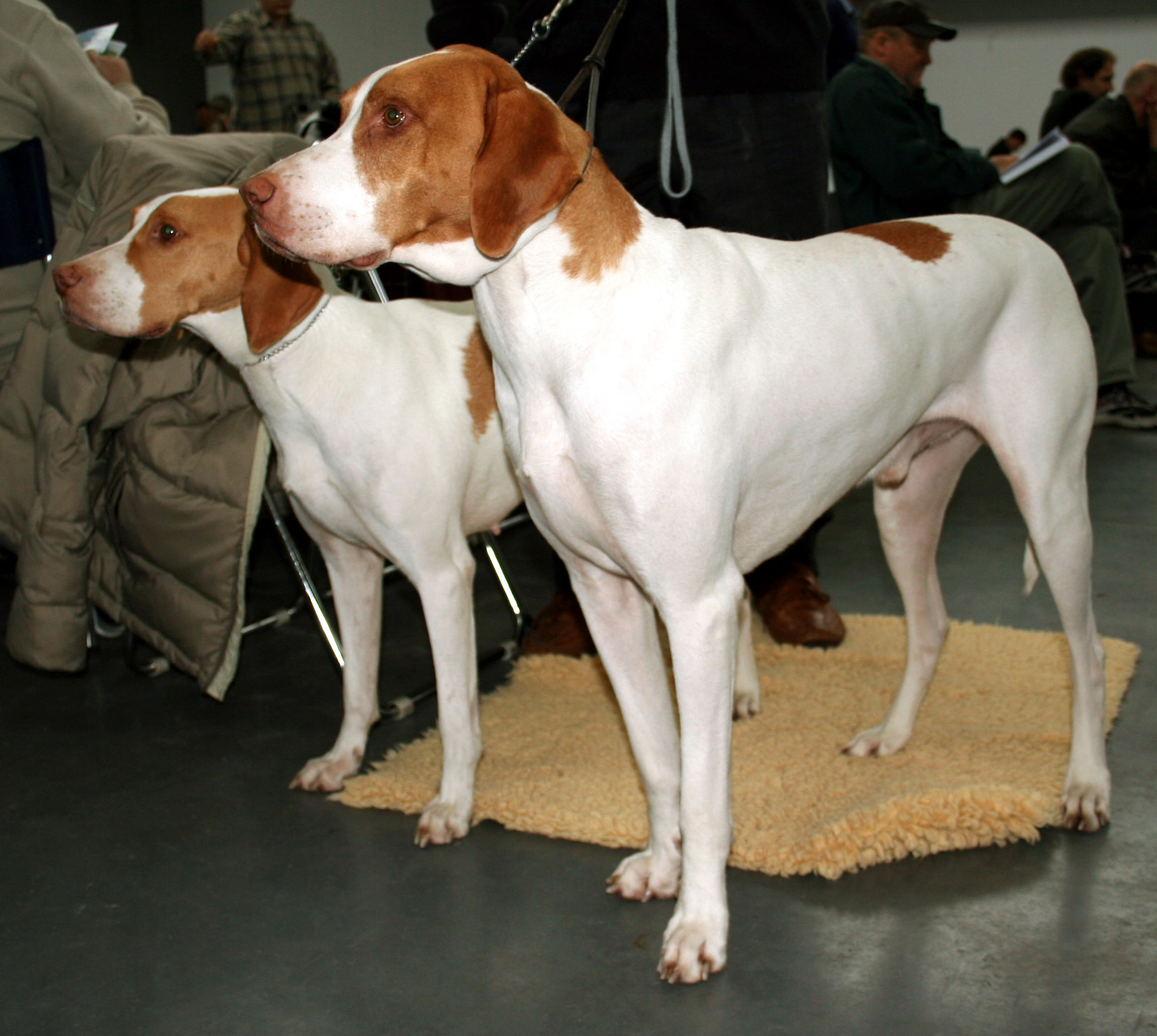

サン・ジェルマン・ポインター（英：Saint-German Pointer）とは、フランス原産のポインター犬種である。英表記に伴ってサン-ジェルマン・ポインターとハイフンを用いて標記される場合もある。別名はブラク・サン・ジェルマン（英：Buraque Saint-German）。

## 歴史
1830年代ごろに作出された古い犬種である。フランス国王シャルル10世のお抱え猟師長がイギリスに赴いた際、つがいのイングリッシュ・ポインターを入手した。このつがいはシャルル10世を通じて男爵位の人物に寄贈され、ブリーディングが行われることになった。しかし、交配の前日（数ヶ月前、数日前という説もある）に雄が急死してしまい、純血種繁殖を断念せざるを得なくなってしまった。そこで、残された雌犬と雄のフレンチ・ポインターを異種交配させることが決められた。この交配によって生まれた7頭の仔犬は全て狩猟能力に長けていたため、それを気に入った男爵によって更なる改良が加えられ、品種として固定されサン・ジェルマン・ポインターが出来上がった。
主にポインターとして獲物を探し出してポインティングを行うが、撃ち落された獲物を回収するレトリーバーとしても使うことができた。このためパリのハンターにとても気に入られ、1913年に初めての犬種クラブが設立された。
人気に高い犬種だが、かつてはある熱烈な愛好家の悪行のせいで人気が暴落したこともあったとされる。それは同じくシャルル10世とかかわって誕生したシャルルX・ポインターの人気があったころ、一部の本種の愛好家がそれを妬んで暴徒と化し、徹底的な批判が行われたとされていて、これによりシャルルXの人気が奪われて絶滅、サン・ジェルマンもこの一件により人気がなくなってしまったというのがその全容である。しかしながら、この話は現在逸話であったのではないかと見られている。確かにサン・ジェルマンの愛好家はシャルルXのややがっしりとした姿を酷評していたのは確かであるが、種としての存在を否定するほどのネガディブキャンペーンが行われていたという証拠は全く発見されていない。したがって現在はシャルルXの人気低迷・絶滅は時代的な流れによるものであると推測されている。だが、サン・ジェルマンのその一時的な人気低迷の原因はいまだ諸説あり、はっきりと定まっていない。
現在は人気を取り戻し、ペットやショードッグとしてだけでなく実猟犬としても人気の高い犬種である。フランス国外にも輸出が行われていて、海外ではよく名の知れたポインター犬種である。しかし、まだ日本には輸入されておらず、あまり知られていない。

## 特徴
体型の整った、脚の長いポインター犬種である。マズル・首・脚・胴・尾は長い。垂れ耳、長く飾り毛の無い先細りの垂れ尾で、コートはスムースコート。毛色はホワイトを地としてレモン若しくはカフェオレの斑が入ったもの。体は筋肉質で引き締まっている。体高は雄56〜62cm、雌54〜59cmで体重は雌雄共に18〜26kgの大型犬。性格は人懐こく明るく、愛情深い。しつけもよく入り、他の犬や子供とも仲良くすることができる。家庭犬としても飼うことができるが、猟犬の一種のため運動量は非常に多い。尚、寒さに弱いので冬季の散歩の際には洋服を着せることが勧められる。罹りやすい病気などは運動のしすぎによる関節疾患などがある。